# Лодур
Лодурр, или Лодур (др.-сканд. [ˈloːðurː]) — бог в скандинавской мифологии. В эддическом стихотворении «Вёлуспа» ему отводится роль в оживлении первых людей, но кроме этого он почти никогда не упоминается и остается малоизвестным. Ученые по-разному отождествляли его с Локи, Ве, Вили и Фрейром, но единого мнения по какой-либо одной теории достигнуто не было.

## Название и этимология
Значение имени неизвестно. Его связывают с различными древнескандинавскими словами, такими как lóð, «фрукты, земля», ljóðar, «люди» и laða, «привлекать», а также с готскими словами liudan, «расти» и laudi, «форма», и немецким слово lodern.
Метрическое положение имени Лодурр в скальдической поэме Íslendingadrápa , составленный в строгом метре dróttkvætt, указывает на то, что он содержит звуковое значение /ó/, а не /o/. Это свидетельство, хотя и убедительное, не является неопровержимым, и некоторые ученые настаивают на Loðurr чтение. (Имя Лодур также может быть представлено или англизировано как Lóður, Lódurr, Lódur, Lóthurr, Lóthur, Lódhurr, Lódhur, Lodurr, Lodur, Lothurr, Lothur, Lodhurr, Loðurr, Loður или Lodhur)
Датское и норвежское слово lørdag, шведское lördag, а также финское lauantai, возможно, происходит от выражения Lóður Dag , что означало «суббота», хотя чаще этимологию приведённых слов выводят от «дня стирки».

## Аттестации

### Вёлуспа
В Поэтической Эдде имя Lóðurr упомянуто только один раз; в Прорицании вёльвы, где боги оживляют первых людей.
| 17. Unz þrír kvámu ór því liði öflgir ok ástgir æsir at húsi, fundu á landi lítt megandi Ask ok Emblu örlöglausa. 18. Önd þau né áttu, óð þau né höfðu, lá né læti né litu goða. Önd gaf Óðinn, óð gaf Hœnir, lá gaf Lóðurr ok litu góða. | 17. Пока не пришли трое из них, могучих и любящих Асов в дом. Они нашли на земле, мало способной, Аска и Эмблу, без судьбы. 18. Дыхания у них не было, духа у них не было, ни пленки плоти, ни крика голоса, ни приятных оттенков. Дыхание дал Один, Дух Хёнир дал, пленку плоти Лодурр дал и приятные оттенки. | 17. пока не пришли трое могучий и доброжелательный Асы в мире от их сборки. Они нашли на земле, почти бессильный, Аск и Эмбла, лишен судьбы. 18. Духом они не обладали, смысла у них не было, кровь, ни движущие силы, ни хороший цвет. Дух дал Одину, смысл дал Хенир, кровь дал Лодур, и хороший цвет. — перевод Торпа |  |

Точное значение этих строф и их контекст в Völuspá обсуждается. Наиболее актуальными для настоящего обсуждения являются дары lá и litu góða . Слово lá неясно, а переводы «пленка из плоти» и «кровь» — это лишь два из многих предложенных вариантов. Фраза «litu góða» несколько менее сложна и традиционно интерпретируется как «хорошие цвета», «хорошая форма» или даже «красивая внешность».
Шведский ученый XIX века Виктор Ридберг предложил чтение litu goða , что означает «форма богов», и видел в этой линии указание на то, что боги создали людей по своему образу и подобию. Хотя в рукописях не проводится различие между фонемами /o/ и /ó/, большинство других ученых предпочли чтение /ó/ по метрическим причинам. Метрическая структура Völuspá fornyrðislag, однако, не очень строгое, и в 1983 году теория Ридберга снова была поддержана Гро Стейнсландом.

### Другие упоминания
Помимо строфы в Völuspá , имя Лодурр встречается только дважды в первоисточниках. Имя встречается в скальдических поэмах Háleygjatal и Íslendingadrápa где «друг Лодурра» используется как кённинг для Одина. Кажется, это согласуется с ролью Лодурра в Völuspá.
В Прозаической Эдде Снорри Стурлусона Лодур отсутствует. Здесь создание людей приписывается сыновьям Бора, которых Снорри называет в других местах Одином, Вили и Ве.
| Нормализованный текст рукописи R | Перевод |  |
| --- | --- |  |
| Þá er þeir Bors synir gengu með sævarströndu, fundu þeir tré tvau, ok tóku upp tréin ok sköpuðu af menn. Gaf hinn fyrsti [ö]nd ok líf, annarr vit ok hrœring, þriði ásjónu, málit ok heyrn ok sjón; gáfu þeim klæði [ok] nöfn. Hét karlmaðrinn Askr en konan Embla, ok ólusk þaðan af mannkindin, þeim er bygðin var gefin undir Miðgarði | Когда сыновья Бора шли по берегу моря, они нашли два дерева, взяли деревья и сделали из них людей: первый дал им дух и жизнь; второй остроумие и чувство; третий, форму, речь, слух и зрение. Они дали им одежду и имена: мужчину назвали Аск, а женщину Эмбла, и от них родилось человечество, получившее жилище в Мидгарде. |  |

Снорри часто цитирует Völuspá в своей работе, но в данном случае он этого не делает. Мы не можем знать, знал ли он приведенные выше строфы или же он взял этот миф из других источников.

### Малоберцовая кость Нордендорфа
Другим источником, иногда привлекаемым к обсуждению, является малоберцовая кость Нордендорфа . Этот артефакт, датируемый примерно 600 годом н. э., содержит руническую надпись logaþorewodanwigiþonar. Обычно это интерпретируется как Logaþore Wodan Wigiþonar, где Wodan — это Один, а Wigiþonar, вероятно, — Тор. Было бы естественно, если бы logaþore было именем третьего бога, но в скандинавской мифологии, какой мы её знаем, нет очевидного отождествления. Были предложены как и Лодурр, так и Локи, но этимологическое обоснование неубедительно, и нельзя прийти к однозначным выводам.

## Теории
Поскольку в Прозаической Эдде сыновья Бора упоминаются в том же контексте, что и в Вёлуспе Хенира и Лодурр, некоторые ученые пришли к выводу, что Лодурр может быть другим именем Вили или Ве. Виктор Ридберг был одним из первых сторонников этой теории, но в последнее время ей уделяется мало внимания.
Более популярна теория, предложенная ученым Урсулой Дронке, состоит в том, что Лодурр — это «третье имя Локи/Лоптра». Основным аргументом в пользу этого является то, что боги Один, Хенир и Локи встречаются как трио в Haustlöng, в прозаическом прологе к Reginsmál, а также в Loka Táttur, фарерской балладе, которая является редким примером появления скандинавских богов в фольклоре. Кроме того, кеннинг Одина «друг Лодурра» кажется параллельным кеннингу «друг Лоптра», а Локи также упоминается как «друг Хёнира» в Хаустлонге, что укрепляет связь трио. Хотя многие ученые согласны с этой идентификацией, она не является общепризнанной. Одним из аргументов против этого является то, что Локи также появляется позже в Völuspá как отрицательный персонаж, что, казалось бы, противоречит образу Лодурра как «могучей и любящей» фигуры. Многие ученые, в том числе Ян де Врис и Жорж Дюмезиль, также идентифицировали Лодурра как Локи.
Недавно Хаукур Торгейрссон из Исландского университета предположил, что Локи и Лодурр были разными именами одного и того же божества, основываясь на том, что Локи упоминается как Лодур в римуре Lokrur. Хаукур утверждает, что римур основан на Gylfaginning Снорри или народном источнике, то есть, автор должен получить информацию об идентификации либо из устной традиции, либо сделать вывод на основе эддических стихов, поскольку Снорри не упоминает Лодурра в своей Эдде. Поскольку предполагается, что содержание Поэтической Эдды было забыто около 1400 года, когда был написан римур, Хаукур выступает за предположение о народном источнике. Хаукур также указывает на Þrymlur где Локи и Лодурр отождествляются. Хаукур Торгейрссон сообщает, что есть небольшая вероятность того, что поэты 14-го и 15-го веков обладали неизвестными нам утерянными письменными источниками, из которых поэты могли сделать вывод о том, что Локи и Lóðurr идентичны, или же на тот момент ещё существовали остатки устной традиции. Хаукур заключает, что если Лодурр исторически считался независимым от Локи божеством, то обсуждение того, когда и почему он стал отождествляться с Локи, уместно.
Также было предложено отождествление с Фрейром. Эта теория подчеркивает возможное значение имени Лодурр, связанное с плодородием, но в остальном имеет мало доказательств.